# 김영탁
김영탁(1976년 ~ )은 대한민국의 영화 각본가이자 영화 감독 겸 소설가이다.

## 작품
- 《간 큰 가족》 (2005) - 각색
- 《바보》 (2008) - 각본
- 《헬로우 고스트》 (2010) - 감독, 각본
- 《슬로우 비디오》 (2014) - 감독, 각본
- 《곰탕1》 (2018) - 소설, 저자
- 《곰탕2》 (2018) - 소설, 저자
- 《바다는 다시 바다가 된다》 (2018) - 그림책, 저자

## 수상 목록
- 2011년 제47회 백상예술대상 영화부문 신인감독상 (헬로우 고스트)
- 2011년 제11회 스위스 뉴샤텔 판타스틱 국제영화제 최우수 아시아영화상 (헬로우 고스트)
- 2011년 제25회 일본 후쿠오카 아시안 영화제 그랑프리 (헬로우 고스트)